# Chino min nan
El mǐn del sur o mǐn nán (en chino tradicional, 閩南語; en chino simplificado, 闽南语; pinyin, mǐnnányǔ; pe̍h-ōe-jī, bân-lâm-gú) es un grupo dialectal de las lenguas siníticas o «dialecto» chino, hablado en Taiwán y en el sur de la provincia china de Fujian, así como en otras zonas de China y el sureste asiático a las que emigraron chinos de esta región. La variedad del mǐn nán hablada en Taiwán también se llama taiwanés.

## Clasificación
Las variedades dialectales mǐn constituyen una rama de la familia lingüística sinítica. A diferencia del resto de grupos dialectales chinos que parecen ser descendientes del chino medio, el proto-mǐn sería una lengua hermana del chino medio, no un descendiente directo del mismo.

### Clasificación interna
Las variedades de min nan han sido tradicionalmente consideradas como una de las dos divisiones del min. Muchos autores siguen esta clasificación como en el siguiente esquema:
|  | \| \| Mǐn bei \| \| \| \| \| \| Shaojiang mǐn bei \| \| \| \| |
|  |                                                               |
|  | Mǐndong                                                       |
|  |                                                               |
|  | Mǐnzhong                                                      |
|  |                                                               |
|  | Puxian                                                        |
|  |                                                               |
|  | Mǐn bei                                                       |
|  |                                                               |
|  | Shaojiang mǐn bei                                             |
|  |                                                               |

|  | Mǐn bei           |
|  |                   |
|  | Shaojiang mǐn bei |
|  |                   |

|  | Amoy (amoyés)    |
|  |                  |
|  | Hoklo (taiwanés) |
|  |                  |

|  | Leizhou             |
|  |                     |
|  | Hainanés (Qiongwen) |
|  |                     |

|  | Amoy (amoyés)    |
|  |                  |
|  | Hoklo (taiwanés) |
|  |                  |

|  | Leizhou             |
|  |                     |
|  | Hainanés (Qiongwen) |
|  |                     |

|  | \| \| Mǐn bei \| \| \| \| \| \| Shaojiang mǐn bei \| \| \| \| |
|  |                                                               |
|  | Mǐndong                                                       |
|  |                                                               |
|  | Mǐnzhong                                                      |
|  |                                                               |
|  | Puxian                                                        |
|  |                                                               |
|  | Mǐn bei                                                       |
|  |                                                               |
|  | Shaojiang mǐn bei                                             |
|  |                                                               |

|  | Mǐn bei           |
|  |                   |
|  | Shaojiang mǐn bei |
|  |                   |

|  | Amoy (amoyés)    |
|  |                  |
|  | Hoklo (taiwanés) |
|  |                  |

|  | Leizhou             |
|  |                     |
|  | Hainanés (Qiongwen) |
|  |                     |

|  | Amoy (amoyés)    |
|  |                  |
|  | Hoklo (taiwanés) |
|  |                  |

|  | Leizhou             |
|  |                     |
|  | Hainanés (Qiongwen) |
|  |                     |

Sin embargo, otros autores como Pan Màodǐng (1963), consideran que la división primaria se da entre min oriental y min occidental. Esta reclasificación se basó en encuestas lingüísticas sobre la provincia de Fujian. Diversas isoglosas favorecen la distinción oriental y occidental (el distinto tratamiento de las nasales del proto-min y las dos variedades de /l/ del proto-min).

## Tonos
El min del sur tiene siete tonos frente a los ocho tonos del chino medio:
1. 陰平 Yin-ping |44|
2. 上聲 Shang-sheng |51|
3. 陰去 Yin-qu |31|
4. 陰入 Yin-ru |3|
5. 陽平 Yang-ping |24|
6. 陽去 Yang-qu |33|
7. 陽入 Yang-ru |5|

Los números indicados entre barras | | muestran el contorno entonativo (en el subdialecto de Xiamen), donde 1 es el tono más bajo y 5 es el más alto. A diferencia de otros dialectos chinos, tales como el cantonés, todos los tonos en min nan están sujetos al sandhi tonal, lo cual significa que el tono de una sílaba se modifica por influencia del tono de la sílaba siguiente.